# カミーユピサロ (競走馬)
カミーユピサロ（Camille Pissarro）は、アイルランドの競走馬である。主な勝ち鞍は2024年のジャン・リュック・ラガルデール賞、2025年のジョッケクルブ賞。

## 概要

### 2歳（2024年）
4月27日のナヴァン競馬場の未勝利戦をライアン・ムーアを背にデビューして初勝利を挙げた。
その後は5月25日のマーブルヒルステークスに出走して2着。6月18日のコヴェントリーステークスでは11着と大敗。7月21日のアングルシーステークスでは2着。8月23日のジムクラックステークスでは6着。9月12日のドンカスター競馬場の条件戦を2着とした。
10月6日のジャン・リュック・ラガルデール賞では鞍上にクリストフ・スミヨンを迎えて単勝オッズ12.0倍の6番人気で出走。9頭立ての最後方から競馬を進めると、直線に入ってもスミヨンは直ぐには追い出さすにギリギリまで仕掛けを遅らせる。残り200mを過ぎたところで満を持して追い出されると一気に追い上げて、最後は内のラシャバーとの一騎打ちをクビ差で勝利。豪快な追い込みでG1初制覇を果たした。

### 3歳（2025年）
鞍上をムーアに戻して3月29日のグラッドネスステークスに出走するも2着に敗れた。
5月11日のプール・デッセ・デ・プーランは鞍上スミヨンで出走して、アンリマティスの3着に敗れた。
6月1日のジョッケクルブ賞では単勝オッズ5.1倍の1番人気に推されて出走。最内枠から出ると5番手辺りに構えての機会を伺いながら追走する。そのまま直線に入るとムーアが巧みな捌きで先行している馬の間を突いて進出。残り200mを過ぎたところで先頭に立つと、ケアリフィカーの追撃を半馬身差で抑えて勝利。接戦を制してクラシック制覇を果たした。
7月5日のエクリプスステークスでは再びスミヨンが騎乗し、ドラクロワの4着となった。しかし、レース中の負傷が原因で、次走に予定していたジャック・ル・マロワ賞を回避し現役を引退して種牡馬入りすることを8月13日に所有するクールモアにより発表された。

## 血統表
| カミーユピサロの血統         | カミーユピサロの血統                       | カミーユピサロの血統                       | （血統表の出典）                           | （血統表の出典） |
| 父系                         | ミスタープロスペクター系                   | ミスタープロスペクター系                   | ミスタープロスペクター系                   | [ § 2 ]          |
| 父 Wootton Bassett 鹿毛 2008 | 父の父Iffraaj 鹿毛 2001                    | Zafonic                                    | Gone West                                  | Gone West        |
| 父 Wootton Bassett 鹿毛 2008 | 父の父Iffraaj 鹿毛 2001                    | Zafonic                                    | Zaizafon                                   |                  |
| 父 Wootton Bassett 鹿毛 2008 | 父の父Iffraaj 鹿毛 2001                    | Pastorale                                  | Nureyev                                    | Nureyev          |
| 父 Wootton Bassett 鹿毛 2008 | 父の父Iffraaj 鹿毛 2001                    | Pastorale                                  | Park Appeal                                |                  |
| 父 Wootton Bassett 鹿毛 2008 | 父の母Balladonia 鹿毛 1996                 | Primo Dominie                              | Dominion                                   | Dominion         |
| 父 Wootton Bassett 鹿毛 2008 | 父の母Balladonia 鹿毛 1996                 | Primo Dominie                              | Swan Ann                                   |                  |
| 父 Wootton Bassett 鹿毛 2008 | 父の母Balladonia 鹿毛 1996                 | Susquehanna Days                           | Chief's Crown                              | Chief's Crown    |
| 父 Wootton Bassett 鹿毛 2008 | 父の母Balladonia 鹿毛 1996                 | Susquehanna Days                           | Gliding By                                 |                  |
| 母 Entreat 栗毛 2006         | 母の父Pivotal 栗毛 1993                    | Polar Falcon                               | Nureyev                                    | Nureyev          |
| 母 Entreat 栗毛 2006         | 母の父Pivotal 栗毛 1993                    | Polar Falcon                               | Marie d'Argonne                            |                  |
| 母 Entreat 栗毛 2006         | 母の父Pivotal 栗毛 1993                    | Fearless Revival                           | Cozzene                                    | Cozzene          |
| 母 Entreat 栗毛 2006         | 母の父Pivotal 栗毛 1993                    | Fearless Revival                           | Stufida                                    |                  |
| 母 Entreat 栗毛 2006         | 母の母River Saint 栗毛 1996                | Irish River                                | Riverman                                   | Riverman         |
| 母 Entreat 栗毛 2006         | 母の母River Saint 栗毛 1996                | Irish River                                | Irish Star                                 |                  |
| 母 Entreat 栗毛 2006         | 母の母River Saint 栗毛 1996                | Imagining                                  | Northfields                                | Northfields      |
| 母 Entreat 栗毛 2006         | 母の母River Saint 栗毛 1996                | Imagining                                  | Image Intensifier                          |                  |
| 母系(F-No.)                  | Lord D'Arcy's Blacklegged Royal Mare(FN:7) | Lord D'Arcy's Blacklegged Royal Mare(FN:7) | Lord D'Arcy's Blacklegged Royal Mare(FN:7) | [ § 3 ]          |
| 5代内の近親交配              | Nureyev：S4×M4 Northern Dancer：S5×M5×M5   | Nureyev：S4×M4 Northern Dancer：S5×M5×M5   | Nureyev：S4×M4 Northern Dancer：S5×M5×M5   | [ § 4 ]          |
| 出典                         | 1. 2. 3. 4.                                | 1. 2. 3. 4.                                | 1. 2. 3. 4.                                | 1. 2. 3. 4.      |

- 主な近親にフィールドオブゴールド、フミノイマージン、セレナーズソング。